# Тимбиша (народ)

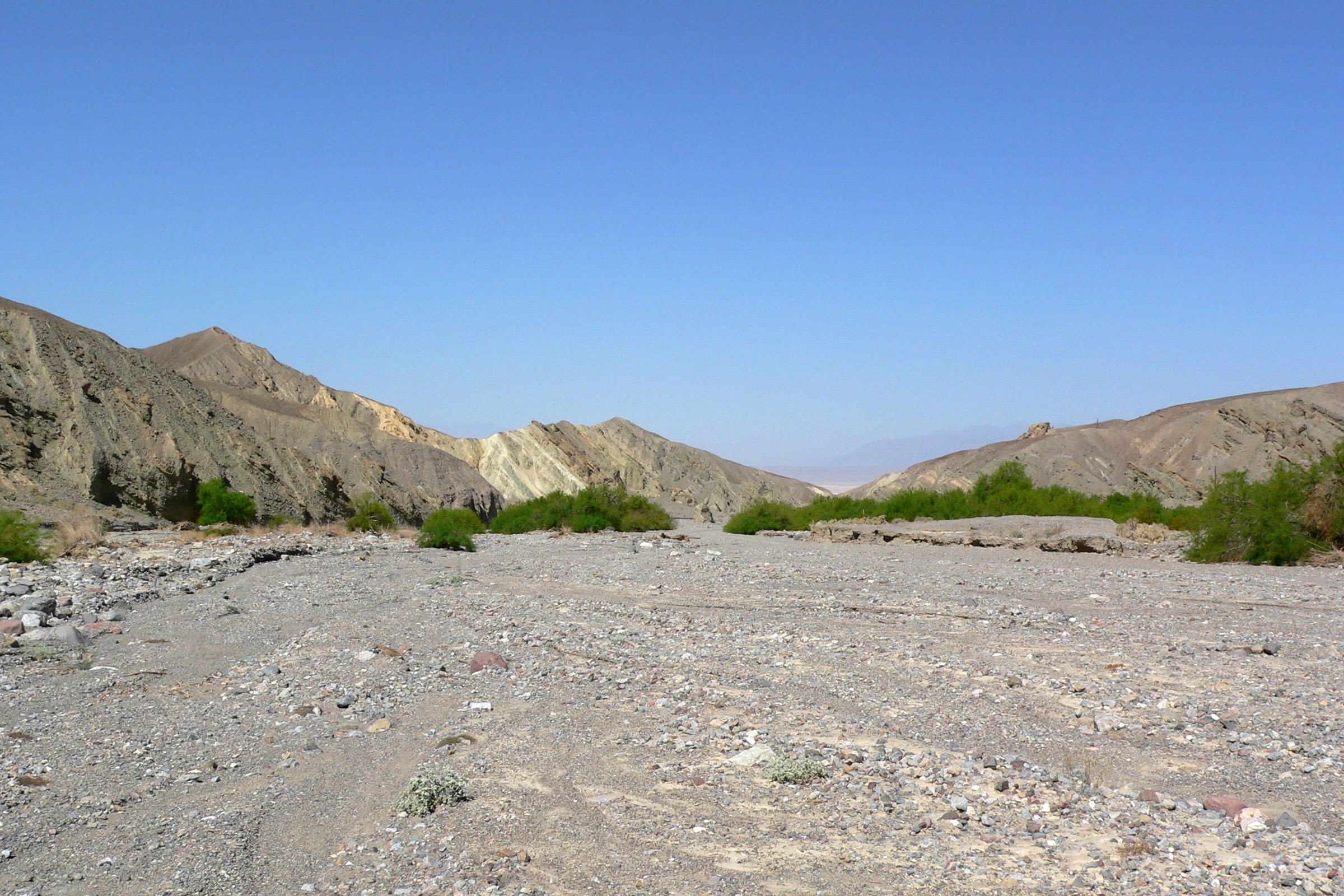
Фернес-Крик

Тимбиша — индейский народ, говоривший на языке тимбиша юто-астекской семьи и проживавший в Долине смерти, штат Калифорния, более 1000 лет. Входит в группу шошонских племён. В 1933 г. президент Герберт Гувер основал Национальный монумент Долины смерти, при этом земли племени были включены в границы парка. Несмотря на длительное проживание племени в данном регионе, так и не удалось основать для него постоянное поселение. После безуспешных попыток переселить тимбиша в ближайшие резервации администрация Национального парка заключила соглашение с вождями племени шошонов, чтобы позволить построить индейскую деревню для племени тимбиша в Фернес-Крик в 1938 г. После этого народ жил в границах парка, хотя администрация парка неоднократно покушалась на их права.
При помощи Калифорнийской организации по правовой помощи индейцам народ тимбиша под руководством Полины Эстевес начал в 1960-х гг. кампанию за предоставление им формальной резервации. Правительство США признало тимбиша частью шошонской нации в 1983 г. Несмотря на признание, конфликт с администрацией парка за предоставление земли продолжался до тех пор, пока законом им не была предоставлена земля площадью в 7500 акров.
В настоящее время племя насчитывает около 300 человек, из которых примерно 50 живут в Фернес-Крик (Калифорния) в национальном парке Долина смерти. Многие уезжают летом на запад, в Лоун-Пайн (Калифорния, долина Оуэнс).